# Максиміліан Гопель
Максиміліан Гопель (нім. Maximilian Göppel, нар. 31 серпня 1997, Вадуц) — ліхтенштейнський футболіст, захисник клубу «Вадуц».

## Клубна кар'єра
Народився 31 серпня 1997 року в місті Вадуц. Вихованець футбольної школи клубу «Шан».
У дорослому футболі дебютував 2014 року виступами за команду клубу «Бальцерс», в якій провів два сезони, взявши участь у 34 матчах чемпіонату. 
Своєю грою за цю команду привернув увагу представників тренерського штабу клубу «Вадуц», до складу якого приєднався 2016 року. Відтоді встиг відіграти за клуб з Вадуца 5 матчів в національному чемпіонаті.

## Виступи за збірні
2014 року дебютував у складі юнацької збірної Ліхтенштейну, взяв участь у 6 іграх на юнацькому рівні.
Протягом 2014–2015 років залучався до складу молодіжної збірної Ліхтенштейну. На молодіжному рівні зіграв у 8 офіційних матчах.
2016 року дебютував в офіційних матчах у складі національної збірної Ліхтенштейну. Наразі провів у формі головної команди країни 5 матчів, забивши 1 гол.
| Дата       | Місто    | Господарі | Результат | Гості       | Турнір            | Голи | Примітки |
| ---------- | -------- | --------- | --------- | ----------- | ----------------- | ---- | -------- |
| 09/11/2016 | Єрусалим | Ізраїль   | 2 – 1     | Ліхтенштейн | Відбір до ЧС 2018 | 1    |          |
| Усього     |          | Матчів    | 23        |             | Голів             | 1    |          |

## Титули і досягнення
- Володар Кубка Ліхтенштейну (3):

«Вадуц»: 2016-17, 2017-18, 2018-19